# Hôtel Haegumgang
L'hôtel Haegumgang est un hôtel flottant de Corée du Nord actuellement désaffecté.

## Histoire
Il est construit par Singapour pour l'Australie en 1988 et basé sur la Grande Barrière de corail sous le nom de John Brewer Floating Hotel (« Hôtel flottant John Brewer »). En raison de difficultés financières, il est rapidement vendu et change de nom pour devenir Four Seasons Barrier Reef Resort (« Complexe touristique Four Seasons de la barrière de corail »). Au bout d'un an, il est finalement cédé au Viêt Nam qui le déplace à Hô Chi Minh, dans la rivière de Saïgon, et il devient Saigon Floating Hotel (« hôtel flottant de Saïgon »).
En 1998, il est revendu à la Corée du Nord qui l'intègre à son programme touristique des monts Kumgang dans le sud du pays, non loin de la frontière sud-coréenne. En fonction de péripéties et de faits divers — l'assassinat d'une touriste sud-coréenne par un militaire nord-coréen, une visite des deux leaders coréens Kim Jong-un et Moon Jae-in, la pandémie de Covid-19, etc. —, il ferme et rouvre à de nombreuses reprises.